# Augustówka (przystanek kolejowy)
Augustówka – przystanek kolejowy w miejscowości Augustówka ok. 4 km na północ od Pilawy w województwie mazowieckim, w Polsce.

## Ruch pasażerski[1]
| Rok  | Wymiana pasażerska na dobę |
| ---- | -------------------------- |
| 2017 | 200-299                    |
| 2018 | 150-199                    |
| 2019 | 200-299                    |
| 2020 | 100-149                    |
| 2021 | 200-299                    |
| 2022 | 200-299                    |
| 2023 | 200-299                    |

## Linie
| Przewoźnik | Linia | Trasa |
| ---------- | ----- | --- |
| KM         | R7    | Warszawa Zachodnia - Warszawa Śródmieście - Warszawa Wschodnia - Warszawa Wawer - Warszawa Falenica - Otwock - Celestynów - Augustówka - Pilawa - Dęblin |